# Orford Musique
Orford Musique, anciennement Centre d'arts Orford (avant 2016) ou CAO, est un centre d'arts canadien fondé en 1951 et dédié principalement à l'enseignement (avec son école et son académie de musique) et la création musicale (lors de son festival annuel).
Situé en plein cœur du parc national du Mont-Orford, le centre et ses activités participent à l'animation culturelle de la région du lac Magog et de sa ville principale Magog, ainsi qu'au-delà de toute la municipalité régionale (MRC) de Memphrémagog et de l'Estrie voire du nord-Vermont aux États-Unis.

## Historique
Le Centre d'arts est créé à Orford en 1951 à l'initiative du violoniste Gilles Lefebvre (avec la collaboration de Maurice O'Bready) pour permettre l'apprentissage et la promotion de la musique classique dans le cadre du parc national du Mont-Orford, de la Rivière aux Cerises et de la région du lac Magog. Il fonde une école de musique pour les jeunes (Jeunesses musicales du Canada ou YMC), organise des classes de maître et des séminaires estivaux au sein de l'académie de musique (plus de 400 étudiants internationaux par an en 2016 et 65 professeurs) et propose chaque année un festival estival pour la promotion des interprètes. Avec l'apport de financements privés, le centre s'ouvre également aux arts plastiques et visuels, mais aussi dans une moindre mesure au théâtre et aux arts de la scène.

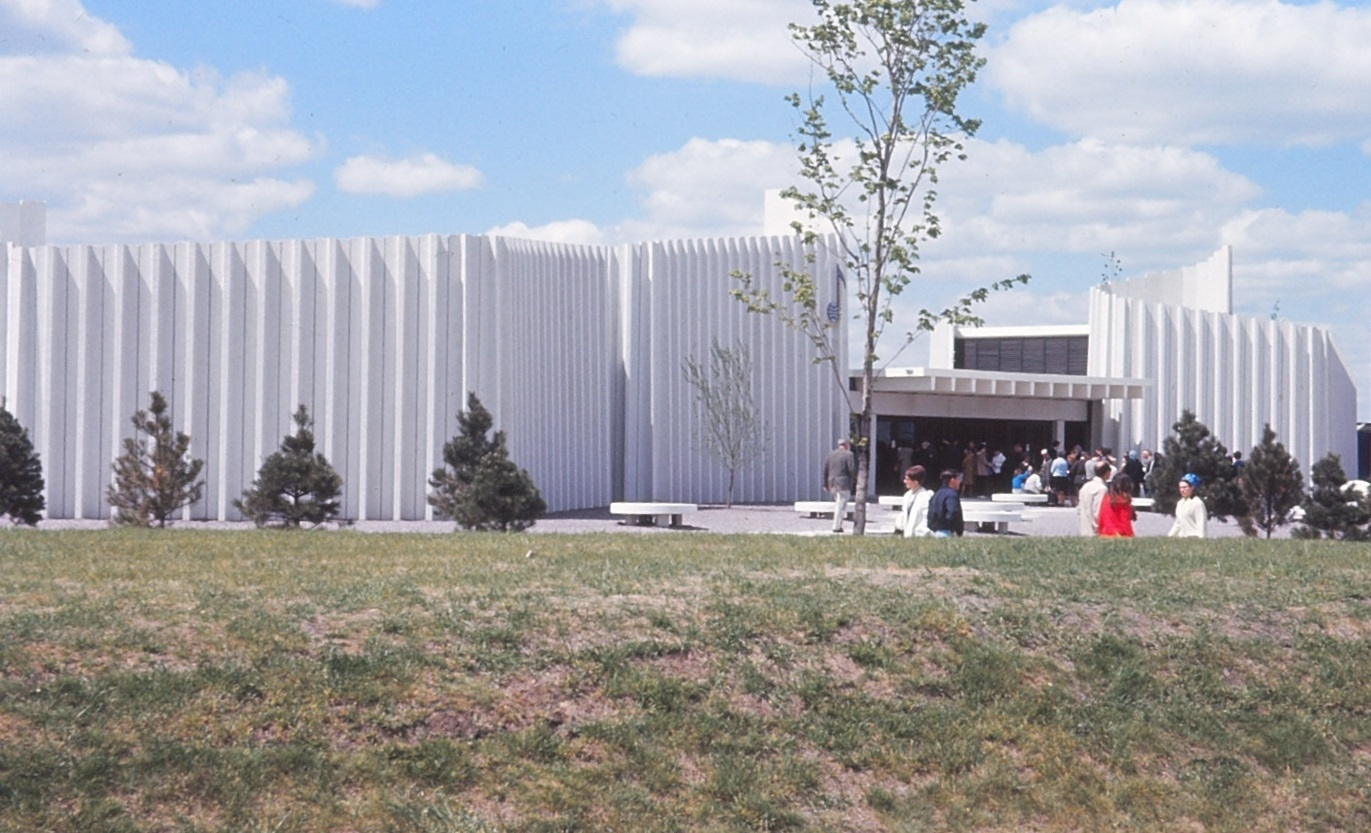
Pavillon L'Homme et la musique en mai 1967

La salle de concert (qui deviendra la salle Gilles-Lefebvre) est pérennisée en 1970 avec le transfert du pavillon thématique l'Homme et la Musique utilisé lors de l'Exposition universelle de Montréal en 1967,. Grâce à Yuli Turovsky, le centre organise chaque année à partir de 1997 un Concours international de musique.
Au milieu des années 2000, le CAO rétablit une formation de musique de chambre avec le soutien du Nouveau Quatuor à cordes Orford – successeur du Quatuor à cordes Orford (1965-1991) et composé de musiciens exerçant dans les principaux orchestres du pays, – et sous l'impulsion Pierre Goulet, président du conseil d'administration, une tentative, échouée, de rapprochement avec l'Orchestre symphonique de Montréal et Kent Nagano.
En 2015, le pianiste Wonny Song prend la direction artistique du centre, et avec le directeur général François Tétreault, décident ensemble de le recentrer sur la musique, changeant tous les noms de l'institution en Orford Musique, sans délaisser toutes les autres activités artistiques qui deviennent cependant très secondaires. Ils lient également en 2017 une collaboration avec l'école Montessori de Magog pour l'ouverture d'une école secondaire accueillant 50 à 120 élèves dans le pavillon Charles-Leblanc du centre Orford,.

## Festival Orford Musique
Le festival estival accueille 20 000 participants en 2016. Il a reçu de nombreuses distinctions pour ses concerts, notamment plusieurs prix Opus (cinq pour les concerts, un pour son directeur artistique Jean-François Rivest en 2011, et un prix du diffuseur de l'année en 2006).
Le prix Orford Musique, qui en était à sa cinquième édition en 2021, est un concours qui réunit neuf talents musiciens canadiens. Le premier prix est une bourse d'un séjour de deux semaines à l'Académie Orford Musique ainsi qu'une invitation pour participer au Festival Orford Musique.

## Direction
- Gilles Lefebvre (1950-1972), directeur général et cofondateur
- Pierre Rolland (1980-1989), directeur général et artistique
- Yuli Turovsky (1996-1999), directeur artistique
- Davis Joachim (-2009), directeur général et artistique
- Jean-François Rivest (2009-2015), directeur artistique[3]
- François Tétreault (2010-2017), directeur général[11]
- Wonny Song (depuis 2015), directeur artistique puis général et artistique